# Sainte-Anne-du-Lac
Pour les articles homonymes, voir Sainte-Anne.
Sainte-Anne-du-Lac est une municipalité qui fait partie de la municipalité régionale de comté d'Antoine-Labelle au Québec, située dans la région administrative des Laurentides.

## Toponymie
Le nom de la sainte inclus dans de la dénomination actuelle évoque Sainte Anne, alors que le lac Tapani est à l'origine du constituant « Lac ».

## Géographie
À partir du lac Tapani, au nord du centre-ville, la rivière Tapani coule vers le sud pour rejoindre sa confluence avec la rivière du Lièvre dans Mont-Saint-Michel.
La rivière d'Argent délimite le nord de la municipalité et coule vers le sud-ouest pour ensuite se déverser dans le réservoir Baskatong.

## Démographie
| 1991 | 1996 | 2001 | 2006 | 2011 | 2016 | 2021 |
| ---- | ---- | ---- | ---- | ---- | ---- | ---- |
| 637  | 623  | 570  | 613  | 619  | 575  | 556  |

## Administration
Les élections municipales se font en bloc pour le maire et les six conseillers.
| Sainte-Anne-du-Lac Maires depuis 2001                                                                                |                 |         |          |
| Élection | Maire           | Qualité | Résultat |
| 2001 | Aimé Lachapelle |         | Voir     |
| 2005 | Aimé Lachapelle | Voir    |          |
| 2009 | Aimé Lachapelle | Voir    |          |
| 2013 | Annick Brault   |         | Voir     |
| 2017 | Annick Brault   | Voir    |          |
| 2021 | Jocelyne Lafond |         | Voir     |
| Élection partielle en italique Depuis 2005, les élections sont simultanées dans toutes les municipalités québécoises |                 |         |          |